# Del Rey Oaks
Del Rey Oaks est une municipalité américaine du comté de Monterey, en Californie. Sa population était de 1 650 habitants au recensement de 2000.

## Démographie
| 1960  | 1970  | 1980  | 1990  | 2000  | 2010  |
| ----- | ----- | ----- | ----- | ----- | ----- |
| 1 831 | 1 823 | 1 557 | 1 661 | 1 650 | 1 624 |